# Horace Davis

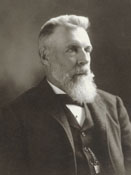
Horace Davis

Horace Davis (* 16. März 1831 in Worcester, Massachusetts; † 12. Juli 1916 in San Francisco, Kalifornien) war ein US-amerikanischer Politiker. Zwischen 1877 und 1881 vertrat er den Bundesstaat Kalifornien im US-Repräsentantenhaus.

## Werdegang
Horace Davis, der Sohn von Gouverneur und US-Senator John Davis (1787–1854) aus Massachusetts, besuchte die öffentlichen Schulen seiner Heimat sowie das Williams College in Williamstown. Danach studierte er bis 1849 an der Harvard University. Dort absolvierte er auch ein Jurastudium. Aufgrund eines Augenleidens konnte er aber nicht als Jurist arbeiten. Im Jahr 1852 kam er nach Kalifornien, wo er im Handel tätig wurde. Ab 1860 lebte er in San Francisco und engagierte sich dort im Mühlengeschäft.
Politisch schloss sich Davis der Republikanischen Partei an. Bei den Kongresswahlen des Jahres 1876 wurde er im ersten Wahlbezirk von Kalifornien in das US-Repräsentantenhaus in Washington, D.C. gewählt, wo er am 4. März 1877 die Nachfolge von William Adam Piper antrat. Nach einer Wiederwahl konnte er bis zum 3. März 1881 zwei Legislaturperioden im Kongress absolvieren.
Nach dem Ende seiner Zeit im US-Repräsentantenhaus nahm Horace Davis seine früheren Tätigkeiten wieder auf. Zwischen 1880 und 1888 saß er im Republican National Committee. In den Jahren 1883 und 1884 leitete er die Handelskammer von San Francisco. Von 1885 bis zu seinem Tod fungierte Davis als Kuratoriumsvorsitzender der Stanford University. Von 1887 bis 1890 war er zudem als Nachfolger von Edward Singleton Holden Präsident der University of California in Berkeley. Er starb am 12. Juli 1916 in San Francisco. Sein älterer Bruder Bancroft war von 1874 bis 1877 Botschafter der Vereinigten Staaten im Deutschen Reich.